# Landschaftsschutzgebiet Offenland südlich Heinrichsthal / Wehrstapel
Das Landschaftsschutzgebiet Offenland südlich Heinrichsthal / Wehrstapel mit 48,79 ha liegt im Stadtgebiet von Meschede im Hochsauerlandkreis. Es wurde 2020 mit der Neuaufstellung des Landschaftsplans Meschede durch den Kreistag des Hochsauerlandkreises als Landschaftsschutzgebiet (LSG) ausgewiesen. Das Gebiet gehörte von 1994 bis 2020 zu vier anderen LSG. Es wurde als Landschaftsplangebiet vom Typ B, Kleinflächiger Landschaftsschutz, ausgewiesen und ist eines von 102 Landschaftsschutzgebieten in der Stadt Meschede. Dort gibt es ein Landschaftsschutzgebiet vom Typ A, 51 Landschaftsschutzgebiete vom Typ B und 50 Landschaftsschutzgebiete vom Typ C. Das LSG gehört zum Naturpark Sauerland-Rothaargebirge.

## Beschreibung
Von 1994 bis 2020 gehörten die Flächen zum Landschaftsschutzgebiet Berlaschlade südlich Wehrstapel, Landschaftsschutzgebiet Meschede, Landschaftsschutzgebiet Ortsrandlagen östlich Heinrichsthal und Landschaftsschutzgebiet Freiflächen südwestlich Heinrichsthal. Das LSG besteht aus zwei Teilflächen, wobei beide Teilflächen direkt an den Siedlungsraum von Heinrichsthal stoßen, während der Siedlungsbereich Wehrstapel nicht direkt angrenzt.
Im LSG befinden sich Grünlandflächen. Südlich von Heinrichsthal liegt ein schmaler Grünlandgürtel zwischen Ortslage und Waldrand. Der Landschaftsplan führt zur Ostfläche auf: „Östlich des Surmecketales setzen sich größere Freiflächen um den Krähenberg und bis auf die nördlichen Unterhänge der Hardt fort, die hier einen landschaftlichen Kontrast zu den großen Waldflächen bilden. Neben diesem spezifischen Erlebniswert tragen sie dazu bei, dass einige besonnte Laubwaldränder in ihren ökologischen Funktionen gefestigt werden und landschaftliche Kleinstrukturen (wie die Linden an der Kapelle südlich des Krähenberges) zur Geltung kommen.“

## Schutzzweck
Zum Schutzzweck der LSG vom Typ B Ortsrandlagen, Landschaftscharakter im Landschaftsplangebiet Meschede führt der Landschaftsplan auf: „Sicherung der Vielfalt und Eigenart der Landschaft im Nahbereich der Ortslagen sowie in alten landwirtschaftlichen Vorranggebieten insbesondere durch deren Offenhaltung; Erhaltung der Leistungsfähigkeit des Naturhaushalts hinsichtlich seines Artenspektrums und der Nutzungsfähigkeit der Naturgüter (hier: leistungsfähige Böden); Umsetzung der Entwicklungsziele 1.1 und – primär – 1.5 zum Schutz des spezifischen Charakters und der Identität der landschaftlichen Teilräume; entsprechend dem Schutzzweck unter 2.3.1 auch Ergänzung der strenger geschützten Teile dieses Naturraums durch den Schutz ihrer Umgebung vor Eingriffen, die den herausragenden Wert dieser Naturschutzgebiete und Schutzobjekte mindern könnten (Pufferzonenfunktion); Erhaltung der im gesamten Gebiet verstreut anzutreffenden kulturhistorischen Relikte.“

## Rechtliche Vorschriften
Wie in den anderen Landschaftsschutzgebieten im Stadtgebiet besteht im LSG ein Verbot Bauwerke zu errichten. Vom Verbot ausgenommen sind Bauvorhaben für Gartenbaubetriebe, Land- und Forstwirtschaft. Die Untere Naturschutzbehörde kann Ausnahme-Genehmigungen für Bauten aller Art erteilen. Wie in den anderen Landschaftsschutzgebieten vom Typ B in Meschede besteht im LSG ein Verbot der Erstaufforstung und Weihnachtsbaum-, Schmuckreisig- und Baumschul-Kulturen anzulegen.